# Kill This Love

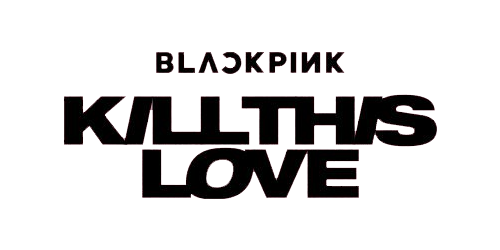
Logotip.

Kill This Love és el segon Extended play de Blackpink. Va ser llançat el 5 d'abril de 2019, al costat del senzill homònim.

## Antecedents
YG Entertainment, la discogràfica de Blackpink, va anunciar el 25 de març de 2019; que el grup tornaria amb un nou àlbum titulat Kill This Love, mitjançant una imatge teaser de Lisa. L'agència va confirmar que Blackpink va treballar amb «quatre coreògrafs de classe mundial» per a una coreografia «més dinàmica» que mai abans s'havia vist en el grup. El 26 de març, es va llançar el segon teaser, però aquesta vegada amb Jennie. Un dia després, la imatge de Jisoo va ser llançada. Finalment, el 28 de març, la imatge de Rosé va ser llançada. El 31 de març, YG va publicar la llista de cançons, la qual estava composta per cinc temes, inclòs el senzill «Kill This Love» i un remix de «Ddu-Du Ddu-Du».

## Videoclip
Per a promocionar el vídeo musical de «Kill This Love», YG va llançar el primer teaser de Lisa, on se la veu en un fons vermell amb un fum intens a joc. Seguint el mateix patró com a les imatges, el següent vídeo teaser va ser de Jennie. En el clip, la hi veu amb el seu ros igual que a la imatge, donant-li a la càmera una mirada confiada, mentre sona un misteriós ritme en el fons. En el teaser de Jisoo, està vestida elegantment llesta per «matar-ho tot» amb la seva elegància. L'últim teaser llançat va ser el de Rosé, on igual que les altres, apareix enfront d'un fons vermell. El 2 d'abril, Blackpink finalment va llançar el teaser grupal de «Kill This Love». Mantenint-se en línia amb els seus personatges durs i femenins, en el tráiler de la cançó lse les veu amb accessoris increïbles, moda audaç (per exemple, Lara Stone i Sucker Punch de Tomb Raider) i al·lucinant moviments de ball.
El 5 d'abril, el videoclip va ser llançat, juntament l'àlbum. El vídeo, visualment utilitza els elements militars inclosos en les seves publicacions de Instagram i teasers. Al principi del video es pot veure a Jennie amb un vestit de plomes molt particular, desprès Lisa apareix amb el seu rap, lluint un abric amb manxes de color verd i vermell. Al acabar aquesta escena apareix Jisoo amb un preciós objecte escultural que s'assembla a una esquitxada d'aigua. Desprès d'aquesta escena es pot veure a Rosé conduint un cotxe sota d'una tempesta abans que apareguin les quatre integrants per ballar. Després que les cuatre surtin a ballar, surten Jennie i Lisa amb un rap en conjunt. Amb aquesta escena finalitzada surt Rosé en un parc amb una tempesta de fons, mentres ella subjecta un trèbol de quatre fulles. Després surt Jisoo com una princesa apunt de ser asassinada per una altra Jisoo lluint un arc en flames. Al finalitzar la escena surten les quatre per ballar sota una trampa per óssos llegant. Després surten les quatre a un carrer abandonat, mentres Rosé canta la cançó. Per acabar, surten les quatre per ballar el dance break.

## Èxit comercial
A només unes hores del seu llançament, «Kill This Love» va aconseguir encapçalar diverses llistes musicals sud-coreanes com Bugs, Mnet, Naver i Soribada.

## Posicionament en llistes
| Llesta (2019)                  | Posició |
| ------------------------------ | ------- |
| Austràlia (ÀRIA)               | 18      |
| Canadà (Canadian Albums Chart) | 8       |
| Irlanda (IRMA)                 | 52      |
| Japó (Japanese Hot Albums)     | 9       |
| Nova Zelanda (RMNZ)            | 10      |
| Escòcia (OCC)                  | 21      |
| Suècia (Sverigetopplistan)     | 23      |
| Regne Unit (OCC)               | 40      |
| Estats Units (Billboard 200)   | 24      |
| Estats Units (US World Albums) | 1       |

## Historial de llançament
| Regió         | Data              | Format                 | Distribuïdora    |
| ------------- | ----------------- | ---------------------- | ---------------- |
| Mundo         | 5 d'abril de 2019 | Descàrrega digital     | YG Entertainment |
| Corea del Sud | 5 d'abril de 2019 | CD, descàrrega digital | YG Entertainment |